# Alicorp
Alicorp  (Alicorp S.A.A.) es una empresa de bienes de consumo peruana con operaciones en varios países de América y Europa. Es una empresa componente del índice S&P/BVL Perú General.

## Historia
La empresa inició sus operaciones en 1956 como Industrias Anderson, Clayton  & Co. como fabricante de aceites y sopas en el puerto de Callao, Perú. En 1971, el conglomerado peruano Grupo Romero adquirió Anderson, Clayton & Co. y le cambió el nombre a Compañía Industrial Perú Pacífico S.A. (CIPPSA). La empresa continuó operando durante el autodenominado Gobierno Revolucionario de la Fuerza Armada y, durante el gobierno del Presidente Alberto Fujimori se embarcó en varias adquisiciones. 
En 1993, absorbió Calixto Romero S.A. y Compañía Oleaginosa Pisco S.A. que también pertenecían al Grupo Romero. En 1995 adquirió La Fabril S.A., la fabricante de alimentos más grande de Perú del Grupo Bunge y Born de Argentina. CIPPSA cambió su nombre a Consorcio de Alimentos Fabril Pacífico S.A. (CFP) En 1995. CFP se fusionó con Nicolini Hermanos S.A., una empresa funda en 1900, y Compañía Molinera del Perú S.A. en 1996 y cambió su nombre a Alicorp en 1997.
Antes de cambiar el nombre de Fabril Pacífico a Alicorp, la empresa emprendió un proceso de diversificación con su primera marca, AlaCena. Esta mayonesa sería una de las más consumidas en el país.
Según Ojo Público, en 2015 concentra el 27% de la industria alimenticia en el país, con ingresos de 1229.6 millones de soles.

### Adquisiciones recientes
2001 - Adquirió activos y marcas propiedad de la filial peruana de Unilever.
2004 - Adquirió Alimentum S.A. para entrar al negocio de los helados.
2005 - Compró un lavandería de Unilever y de varias marcas de cuidado para ropa.
2006 - Adquirió Asa Alimentos y Molinera Inca.
2008 - Adquirió la empresa colombiana PROPERSA y la argentina The Value Brand Company.
2010 - Adquirió la empresa argentina SANFORD 
2012 - Adquirió la empresa chilena SALMOFOOD, expandiendo su negocio de nutrición animal.
2013 - Adquirió la empresa Industrias Teal "SAYON".
2014 - Adquirió la empresa productora de cereales y barras Global Alimentos, su marca "Ángel" y la relacionada Molino Saracolca.
2018 - Adquirió también la empresa boliviana Industrias del Aceite (Fino). 
2019 - Adquirió la empresa peruana industrial Intradevco S.A.

## Productos
- Aceites de cocina: Primor, Capri, Cocinero, Cil, Friol, Nicolini, Norcheff, Tri-A, Fino (Bolivia)
- Cuidado Personal: Aval (Perú), Plusbelle (Argentina), Geo Men, Dento, Cepillos Dento, Enjuague Bucal Dento, Amor, Doña Bella, Amarás
- Pastas: Don Vittorio, Nicolini, Lavaggi, Alianza, Espiga de oro, Victoria, Sayón
- Galletas y Waffers: Casino, Glacitas, Mini Glacitas, Chomp, Wazzu, Tentación, Marquesitas, Integrackers, ¡Choco Bum!, Soda V, Soda V Plain, Soda Sayón, Margarita, Mini Margarita, Llantitas, Revoltosas, Casino Wafer, Rellenas Día, Soda Día, Wafer Día, Life
- Chocolates y Caramelos: Sayón, Tentación
- Barras de Cereal: Angel, Life
- Harinas: Blanca Flor, Favorita, Espiga de Oro
- Harinas Industriales: Blanca Nieve
- Detergentes, Suavizantes y Jabones de Lavar: Bolívar, Opal, Marsella, Sapolio, Patito, Amor, Jumbo, Trome
- Leche: Soyandina, Soyavena
- Avenas: Angel, Life
- Cereales: Angel, Life
- Margarinas: Sello de Oro, Manty, Primor (Bolivia)
- Margarinas Industriales: Regia, Primavera
- Conservas: Primor, Nicolini
- Refrescos y Postres: Kanu, Umsha, Life
- Condimentos, salsas y Pastas: AlaCena Mayonesa, AlaCena Mayonesa Light, AlaCena Ketchup, AlaCena Mostaza, AlaCena Salsa Golf, AlaCena Salsa de Ají, AlaCena Salsa de Rocoto, AlaCena Tarí, AlaCena Jaya, AlaCena Uchucuta, AlaCena Salsa Tártara, AlaCena Salsa Huancaína, AlaCena Mayonesa Salsa Parillera, AlaCena Ketchup Salsa Parrillera, AlaCena Rocoto Salsa Parrillera, AlaCena Barbecue Salsa Parrillera, Salsa Roja Don Vittorio, Salsa Verde Don Vittorio, Salsa de Tomate Nicolini, Pasta de Tomate Nicolini, Salsa Huancaína Nicolini
- Bases: Puré de Papas Nicolini
- Congelados: Papas Para Freír Cocinero, Papas Para Freír Tumbay Cocinero
- Gelatinas e Instantáneos: Umsha, Chocolate Para Taza Blanca Flor, Chocolate Para Taza Cusco Sayón
- Pre Mezclas y Repostería: Blanca Flor, Umsha
- Panetones: Blanca Flor, Sayón, Milano
- Repelentes Contra Insectos: Out, VT!
- Limpieza del Hogar: Sapolio, Marsella, Patito, Premio, Platex, Broncex, Control, Dragón
- Insecticidas: Sapolio
- Betunes: Sapolio
- Gas Para Cocina: Dragón, Practigas
- Cuidado Del Auto: Sapolio Auto